# Patricia Majluf
Patricia Majluf Chiok es una bióloga, zoóloga, investigadora y conservacionista peruana. Fundó el Centro para la Sostenibilidad Ambiental (CSA) en la Universidad Peruana Cayetano Heredia (UPCH) en 2006. Actualmente es la vicepresidenta en Perú de Oceana, una organización sin fines de lucro dedicada a la protección de los océanos.
Ocupó brevemente el cargo de viceministra de Pesquería durante el Gobierno de Ollanta Humala, siendo nombrada el 25 de febrero de 2012. Unos meses después, el 3 de mayo de 2012 presentó su renuncia irrevocable al cargo por su «discrepancia e insatisfacción en relación a la forma en que se viene llevando a cabo la gestión del sector pesquero», a cargo del entonces ministro de la Producción José Urquizo Maggia.

## Biografía
Majluf obtuvo su título de bachiller en Ciencias en 1980 y la licenciatura en Biología marina en 1981 por la Universidad Peruana Cayetano Heredia (UPCH), y su doctorado en Zoología en la Universidad de Cambridge en 1988.
Desde 1982, ha dirigido el programa de investigación de mayor duración en la costa de Perú, estudiando los impactos de El Niño y las pesquerías en las poblaciones de vida silvestre marina. Desde 1996 ha liderado los esfuerzos de conservación marina en Perú, promoviendo el establecimiento de áreas marinas protegidas y desarrollando la conciencia pública sobre los impactos ecosistémicos y socioeconómicos a gran escala de las pesquerías industriales de anchoveta (Engraulis ringens) y otras industrias extractivas en el Sistema de Afloramiento de la Corriente de Humboldt.
En 2006 impulsó la Semana de la Anchoveta buscando promover el consumo nacional de esta especie y visibilizar su rol ecológico en el ecosistema de la corriente de Humboldt. La campaña, en alianza con cocineros y restaurantes peruanos, logró un cambio en el consumo humano de 10 000 toneladas en el 2006 a 190 000 toneladas el 2012. El Centro para la Sostenibilidad Ambiental (CSA), institución dirigida por Majluf, recibió en 2012 de la Fundación BBVA uno de los premios a la conservación de la biodiversidad, premio que reconoce los esfuerzos en la conservación de la biodiversidad en Latinoamérica.
En 2012 ganó una beca Pew de Conservación Marina para implementar un proyecto cuyo objetivo fue reducir la pesca industrial de la anchoveta para producción de harina y aceite de pescado buscando aumentar el consumo humano directo.

## Reconocimientos
- 2006. Whitley de Oro a la Conservación de la Naturaleza.[1]
- 2007. Beca Guggenheim.[7]
- 2012. Beca Pew de Conservación Marina (Pew Fellowship in Marine Conservation 2012), otorgado por el Pew Environment Group en Washington D. C..[12]
- 2013. Medalla por Méritos y Servicios de la UPCH.